# Rhinella rubescens
Rhinella rubescens és una espècie de gripau de la família Bufonidae. És endèmica del Brasil. El seu hàbitat natural inclou sabanes humides, zones d'arbustos, rius, aiguamolls d'aigua dolça, zones de pastures, jardins rurals, àrees urbanes i estanys. Està amenaçada d'extinció.